# Grand Prix de la montagne du Tour de France
Le Grand Prix de la montagne du Tour de France récompense le meilleur grimpeur du Tour de France. Créé en 1933, il est caractérisé depuis 1975 par le port du maillot blanc à pois rouges.

## Histoire
Le classement de la montagne est calculé pour la première fois en 1933. Le vainqueur, Vicente Trueba, passait la majorité des sommets en tête. Néanmoins, il était mauvais descendeur et ne tirait aucun titre de ses ascensions. Le directeur du Tour de France, Henri Desgrange, décida que les coureurs atteignant les premiers les sommets devraient être récompensés. À partir de 1934, l'écart entre le premier et le second à un sommet est attribué en bonification au premier. Cette bonification disparaît plus tard, mais le classement de la montagne demeure.
Malgré une reconnaissance depuis 1933, le meilleur grimpeur ne porte un maillot distinctif qu'à partir de 1975. Ses couleurs, blanc à pois rouges, sont, selon une idée répandue, attribuées par le sponsor de l'époque, Chocolat Poulain. Il s'agit en fait d'un hommage de Félix Lévitan, alors directeur du Tour, qui décide de reprendre la tenue d’Henri Lemoine, très bon pistard des années 1930, et dont les couleurs lui avaient valu le surnom de « P’tits pois ». Depuis, même si le sponsor du maillot a changé, l'apparence est restée la même.
De 1993 à 2008, le maillot à pois est sponsorisé par Champion, filiale de Carrefour, puis ce dernier prend le relais jusqu'en 2018.
Depuis 2019, c'est une autre enseigne de grande distribution qui sponsorise le Grand Prix de la montagne : E.Leclerc. Le partenariat court jusqu'en 2028.

## Attribution des points
Lors des ascensions du Tour, des points sont attribués aux premiers coureurs atteignant le sommet. Les côtes sont réparties en cinq catégories basées sur leur difficulté et correspondant à une échelle de points. Les moins difficiles sont classées en 4e catégorie, les plus dures en « hors catégorie ».

### Classification des cols
La classification des cols est actuellement basée sur un coefficient de difficulté (cotation au carré) en prenant en compte la longueur de l'ascension et la pente moyenne,. À titre d'exemple, Thierry Gouvenou, directeur de course depuis 2014, indique qu'un col peut prétendre à être classé Hors catégorie s'il est au-delà de 600 points de difficulté. Divers critères annexes sont également pris en compte : la position du col dans l'étape, l'altitude, l'irrégularité de la pente, ou l'historique du col dans l'épreuve.
La classification d'un col n'est pas inscrite dans le marbre et peut changer d'une année sur l'autre selon certains paramètres comme la difficulté générale de l'épreuve ou le côté décisif que peut avoir la montée dans le classement de la montagne. Ainsi, certains cols peuvent, selon la cotation au carré, être aussi difficiles que des cols d'une catégorie supérieure ou vice-versa. Par ailleurs, selon Thierry Gouvenou, certains cols peuvent être volontairement omis de la classification en n'étant pas répertoriés (le col des Fleuries étant un principal exemple) dans le but de surprendre les coureurs.
Une légende urbaine racontait que la classification des cols provenait historiquement de la capacité d'une Citroën 2 CV à franchir le col : si elle pouvait le passer en quatrième vitesse sans rétrograder, il serait en 4e catégorie, s'il fallait rétrograder en troisième vitesse il serait en 3e catégorie, et ainsi de suite. Mais Jean-Paul Ollivier et Thierry Gouvenou ont démenti la véracité de cette histoire - car cela impliquerait qu'il suffirait d'une pente suffisamment sévère dans une courte montée pour qu'elle soit haut classée.

### Barème actuel
Depuis la dernière modification du barème en vue du Tour de France 2017 et en place depuis, l'attribution des points est la suivante :
| Type de côte / Place | 1er | 2e | 3e | 4e | 5e | 6e | 7e | 8e |
| -------------------- | --- | -- | -- | -- | -- | -- | -- | -- |
| Hors catégorie       | 20  | 15 | 12 | 10 | 8  | 6  | 4  | 2  |
| 1re catégorie        | 10  | 8  | 6  | 4  | 2  | 1  |    |    |
| 2e catégorie         | 5   | 3  | 2  | 1  |    |    |    |    |
| 3e catégorie         | 2   | 1  |    |    |    |    |    |    |
| 4e catégorie         | 1   |    |    |    |    |    |    |    |

En cas d'égalité de points entre deux coureurs au classement général final, le coureur ayant obtenu le plus grand nombre de places de premier au sommet des cols hors catégorie est déclaré vainqueur. Si l'égalité demeure, le coureur ayant obtenu le plus grand nombre de places de premier au sommet des cols de première catégorie est déclaré vainqueur, et ainsi de suite jusqu'aux montées de 4e catégorie, puis enfin par le classement général individuel au temps en cas d'égalité absolue. Pour être déclaré vainqueur du classement de la montagne, le coureur doit terminer le Tour de France.

### Barèmes précédents
Note : la classe « hors-catégorie » (HC) fait son apparition en 1979. Y figurent désormais les cols et ascensions de première catégorie (anciennement classés ainsi) les plus difficiles ou prestigieux comme le Tourmalet, le Galibier, l'Alpe d'Huez, etc.
|            |                    | 1  | 2  | 3  | 4  | 5  | 6  | 7  | 8  | 9  | 10 | 11 | 12 | 13 | 14 | 15 |
| ---------- | ------------------ | -- | -- | -- | -- | -- | -- | -- | -- | -- | -- | -- | -- | -- | -- | -- |
| 2011-2016  | HC (2012-2016)     | 25 | 20 | 16 | 14 | 12 | 10 | 8  | 6  | 4  | 2  |    |    |    |    |    |
| 2011-2016  | HC (2011)          | 20 | 16 | 12 | 8  | 4  | 2  |    |    |    |    |    |    |    |    |    |
| 2011-2016  | 1C                 | 10 | 8  | 6  | 4  | 2  | 1  |    |    |    |    |    |    |    |    |    |
| 2011-2016  | 2C                 | 5  | 3  | 2  | 1  |    |    |    |    |    |    |    |    |    |    |    |
| 2011-2016  | 3C                 | 2  | 1  |    |    |    |    |    |    |    |    |    |    |    |    |    |
| 2011-2016  | 4C                 | 1  |    |    |    |    |    |    |    |    |    |    |    |    |    |    |
| 2004-2010, | HC                 | 20 | 18 | 16 | 14 | 12 | 10 | 8  | 7  | 6  | 5  |    |    |    |    |    |
| 2004-2010, | 1C                 | 15 | 13 | 11 | 9  | 8  | 7  | 6  | 5  |    |    |    |    |    |    |    |
| 2004-2010, | 2C                 | 10 | 9  | 8  | 7  | 6  | 5  |    |    |    |    |    |    |    |    |    |
| 2004-2010, | 3C                 | 4  | 3  | 2  | 1  |    |    |    |    |    |    |    |    |    |    |    |
| 2004-2010, | 4C                 | 3  | 2  | 1  |    |    |    |    |    |    |    |    |    |    |    |    |
| 1984-2003, | HC                 | 40 | 35 | 30 | 26 | 22 | 18 | 16 | 14 | 12 | 10 | 8  | 6  | 4  | 2  | 1  |
| 1984-2003, | 1C                 | 30 | 26 | 22 | 18 | 16 | 14 | 12 | 10 | 8  | 6  | 4  | 2  | 1  |    |    |
| 1984-2003, | 2C                 | 20 | 15 | 12 | 10 | 8  | 6  | 4  | 3  | 2  | 1  |    |    |    |    |    |
| 1984-2003, | 3C (1990-2003)     | 10 | 7  | 5  | 3  | 1  |    |    |    |    |    |    |    |    |    |    |
| 1984-2003, | 3C (1987-1989)     | 7  | 5  | 3  | 2  | 1  |    |    |    |    |    |    |    |    |    |    |
| 1984-2003, | 3C (1984-1986)     | 7  | 5  | 4  | 3  | 2  | 1  |    |    |    |    |    |    |    |    |    |
| 1984-2003, | 4C (1990-2003)     | 5  | 3  | 1  |    |    |    |    |    |    |    |    |    |    |    |    |
| 1984-2003, | 4C (1984-1989)     | 4  | 2  | 1  |    |    |    |    |    |    |    |    |    |    |    |    |
| 1979-1983, | HC                 | 25 | 20 | 18 | 16 | 14 | 12 | 10 | 8  | 7  | 6  | 5  | 4  | 3  | 2  | 1  |
| 1979-1983, | 1C                 | 20 | 16 | 14 | 12 | 10 | 8  | 6  | 5  | 4  | 3  | 2  | 1  |    |    |    |
| 1979-1983, | 2C                 | 15 | 12 | 10 | 8  | 6  | 5  | 4  | 3  | 2  | 1  |    |    |    |    |    |
| 1979-1983, | 3C (1983)          | 7  | 5  | 4  | 3  | 2  | 1  |    |    |    |    |    |    |    |    |    |
| 1979-1983, | 3C (1979-1982)     | 8  | 6  | 4  | 3  | 2  | 1  |    |    |    |    |    |    |    |    |    |
| 1979-1983, | 4C (1980-1983)     | 4  | 2  | 1  |    |    |    |    |    |    |    |    |    |    |    |    |
| 1979-1983, | 4C (1979)          | 3  | 2  | 1  |    |    |    |    |    |    |    |    |    |    |    |    |
| 1975-1978, | 1C                 | 20 | 16 | 14 | 12 | 10 | 8  | 6  | 5  | 4  | 3  | 2  | 1  |    |    |    |
| 1975-1978, | 2C                 | 15 | 12 | 10 | 8  | 6  | 5  | 4  | 3  | 2  | 1  |    |    |    |    |    |
| 1975-1978, | 3C                 | 8  | 6  | 4  | 3  | 2  | 1  |    |    |    |    |    |    |    |    |    |
| 1975-1978, | 4C                 | 3  | 2  | 1  |    |    |    |    |    |    |    |    |    |    |    |    |
| 1971-1974, | 1C                 | 15 | 12 | 10 | 8  | 6  | 5  | 4  | 3  | 2  | 1  |    |    |    |    |    |
| 1971-1974, | 2C                 | 12 | 10 | 8  | 6  | 5  | 4  | 3  | 2  |    |    |    |    |    |    |    |
| 1971-1974, | 3C                 | 10 | 8  | 6  | 4  | 3  | 2  |    |    |    |    |    |    |    |    |    |
| 1971-1974, | 4C                 | 5  | 3  | 2  | 1  |    |    |    |    |    |    |    |    |    |    |    |
| 1962-1970  | 1C                 | 15 | 12 | 10 | 8  | 6  | 5  | 4  | 3  | 2  | 1  |    |    |    |    |    |
| 1962-1970  | 2C                 | 10 | 8  | 6  | 4  | 3  | 2  | 1  |    |    |    |    |    |    |    |    |
| 1962-1970  | 3C                 | 5  | 4  | 3  | 2  | 1  |    |    |    |    |    |    |    |    |    |    |
| 1962-1970  | 4C (aucun en 1963) | 3  | 2  | 1  |    |    |    |    |    |    |    |    |    |    |    |    |
| 1949-1961  | 1C                 | 10 | 9  | 8  | 7  | 6  | 5  | 4  | 3  | 2  | 1  |    |    |    |    |    |
| 1949-1961  | 2C                 | 6  | 5  | 4  | 3  | 2  | 1  |    |    |    |    |    |    |    |    |    |
| 1949-1961  | 3C                 | 3  | 2  | 1  |    |    |    |    |    |    |    |    |    |    |    |    |
| 1947-1948  | A                  | 10 | 9  | 8  | 7  | 6  | 5  | 4  | 3  | 2  | 1  |    |    |    |    |    |
| 1947-1948  | B                  | 5  | 4  | 3  | 2  | 1  |    |    |    |    |    |    |    |    |    |    |
| 1933-1939  | -                  | 10 | 9  | 8  | 7  | 6  | 5  | 4  | 3  | 2  | 1  |    |    |    |    |    |

### Points doublés sur certains cols
Au cours des années 2000, l'organisation du Tour de France a décidé de doubler les points attribués en haut de certaines ascensions au cours de l'épreuve :
- entre les Tours de France 2004 et 2010, les points de la montagne attribués lors de la dernière difficulté de l’étape étaient doublés (si celle-ci est au moins de 2e catégorie) ;
- de 2011 à 2016, les seules côtes à bénéficier d’un doublement des points sont celles ayant le sommet coïncidant avec une arrivée d’étape (également si celle-ci est au moins de 2e catégorie). Cela ne fonctionne pas pour des étapes où le dernier sommet est fixé un peu avant l'arrivée, comme la côte de la Croix Neuve à Mende où le sommet est situé à 2 km de l'arrivée ;
- de 2017 à 2021 et depuis 2023, les points sont doublés uniquement sur quelques rares cols hors catégorie (ou 1re catégorie en 2018), avec des critères variables selon l'année :
  - arrivée d'étape hors catégorie (1 seule arrivée en 2017) ;
  - la dernière ascension, si 1re catégorie ou hors catégorie, de chaque étape du dernier massif traversé (3 étapes dans les Pyrénées en 2018) ;
  - cols hors catégorie à plus de 2 000 mètres d'altitude (5 cols en 2019, 1 en 2020) ;
  - la dernière ascension, si hors catégorie, de l'étape (3 cols en 2021) ;
  - ascension la plus élevée du Tour (depuis 2023).

En 2022, aucun doublement des points n'est accordé sur l'ensemble de l'épreuve, du fait que le maillot se jouait trop souvent sur les points doublés à l'arrivée au sommet d'une ascension majeure, généralement remportée par un coureur jouant le classement général.

## Critiques du système

### Un classement pour les lâchés au général?
Depuis les années 1990, le système de distribution des points subit quelques critiques. Lucien Van Impe, vainqueur à six reprises, déplore que le maillot du meilleur grimpeur soit dévalué. Il est remporté par des cyclistes qui n'ont aucun espoir de remporter le classement général et qui sont donc autorisés à s'échapper et à accumuler des points dans les échappées. Cette tactique a été lancée par les cyclistes comme Richard Virenque et Laurent Jalabert, même si, selon Van Impe, ceux-ci possédaient de vraies qualités de grimpeur. Van Impe a proposé d'accorder des bonus de temps pour rendre ce classement plus attractif.
Ces critiques ont amené à réformer le système :
- à partir de 2004, à doubler les points de certaines difficultés selon la proximité avec la fin d’étape ;
- à réduire (la dernière fois en 2011) le nombre de points distribués dans les côtes de moindre difficulté par rapport aux pentes les plus dures.

Le fait qu'Anthony Charteau remporte le classement de la montagne du Tour 2010 a incité certains observateurs à "demander une révision de l'attribution des points", Charteau étant un modeste grimpeur, très loin du niveau des cadors du classement général comme Alberto Contador ou Andy Schleck. Le Français se défend en répondant que le classement de la montagne récompense ceux qui sont "[passés] le plus souvent en tête des cols". Il estime que cette victoire lui a été possible par une baisse du dopage, "[ouvrant] la porte à d'autres coureurs" comme lui. En effet, certains de ses prédécesseurs comme Michael Rasmussen ou encore Bernhard Kohl ont été rattrapés par la patrouille.

### Un classement gagné «par défaut» par les leaders?
Les critiques sur l'attribution des points font leur retour mais dans le sens inverse en 2020 et 2021 : en effet, le vainqueur du classement de la montagne n'est autre que Tadej Pogačar, également vainqueur du classement général (et de celui des jeunes en raison de son âge), remportant ainsi trois maillots distinctifs sur quatre. Alors que des coureurs comme Benoît Cosnefroy, Richard Carapaz puis Wout Poels, Nairo Quintana et Michael Woods ont joué ce classement tout au long de la compétition, c'est finalement le jeune Slovène qui l'emporte sans avoir fait de ce maillot à pois un véritable objectif : ses victoires d'étape au sommet où les points étaient doublés ont fait la différence en sa faveur. Cela amène l'organisation à retirer le système des points doublés en 2022. Malgré ce changement de règlement, le vainqueur du classement général, cette fois-ci Jonas Vingegaard, s'adjuge à nouveau le classement de la montagne, tandis que Simon Geschke, qui a été comparé à Anthony Charteau, a longtemps été en tête du classement.

## Palmarès

### Meilleur grimpeur
Entre 1905 et 1932, le journal L'Auto désigne lors de chaque édition le meilleur grimpeur du Tour. Ce titre n'est pas donné par l'organisation de la course, il n'est pas reconnu officiellement. Cependant, il est un prédécesseur direct du classement de la montagne mis en place en 1933.
- 1905 :  René Pottier (1)
- 1906 :  René Pottier (2)
- 1907 :  Émile Georget
- 1908 :  Gustave Garrigou
- 1909 :  François Faber
- 1910 :  Octave Lapize
- 1911 :  Paul Duboc
- 1912 :  Odile Defraye
- 1913 :  Philippe Thys
- 1914 :  Firmin Lambot (1)
- 1919 :  Honoré Barthélémy
- 1920 :  Firmin Lambot (2)
- 1921 :  Hector Heusghem
- 1922 :  Jean Alavoine
- 1923 :  Henri Pélissier
- 1924 :  Ottavio Bottecchia (1)
- 1925 :  Ottavio Bottecchia (2)
- 1926 :  Lucien Buysse
- 1927 :  Michele Gordini
- 1928 :  Victor Fontan (1)
- 1929 :  Victor Fontan (2)
- 1930 :  Benoît Faure
- 1931 :  Jef Demuysere
- 1932 :  Vicente Trueba

### Grand Prix de la montagne
Avant 1975, le Grand Prix de la montagne ne donnait pas lieu à l'attribution d'un maillot distinctif.

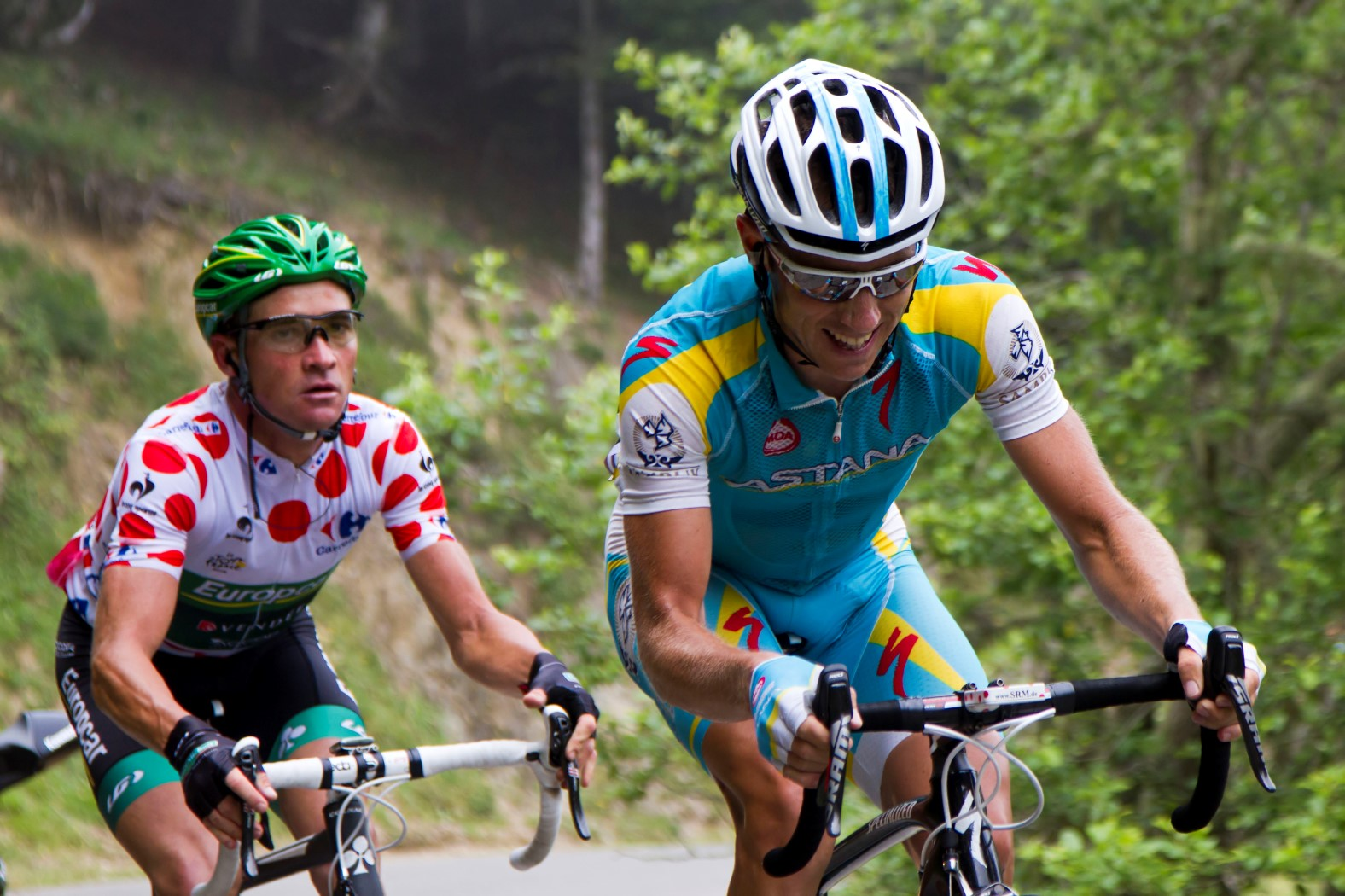
Thomas Voeckler et Fredrik Kessiakoff à la lutte pour le maillot à pois lors du Tour de France 2012

| Année | Nom                     | Équipe                       | Points | Autres classements     | Position au classement général |
| ----- | ----------------------- | ---------------------------- | ------ | ---------------------- | ------------------------------ |
| 1933  | Vicente Trueba          | Touriste-routier             | 134    | -                      | 6e                             |
| 1934  | René Vietto             | France                       | 111    | -                      | 5e                             |
| 1935  | Félicien Vervaecke (1)  | Belgique                     | 118    | -                      | 3e                             |
| 1936  | Julián Berrendero       | Espagne-Luxembourg           | 132    | -                      | 11e                            |
| 1937  | Félicien Vervaecke (2)  | Belgique                     | 114    | -                      | non classé                     |
| 1938  | Gino Bartali (1)        | Italie                       | 107    | Général                | 1er                            |
| 1939  | Sylvère Maes            | Belgique                     | 86     | Général                | 1er                            |
| 1947  | Pierre Brambilla        | Italie                       | 98     | -                      | 3e                             |
| 1948  | Gino Bartali (2)        | Italie                       | 62     | Général                | 1er                            |
| 1949  | Fausto Coppi (1)        | Italie                       | 81     | Général                | 1er                            |
| 1950  | Louison Bobet           | France                       | 58     | -                      | 3e                             |
| 1951  | Raphaël Géminiani       | France                       | 66     | -                      | 2e                             |
| 1952  | Fausto Coppi (2)        | Italie                       | 92     | Général                | 1er                            |
| 1953  | Jesús Loroño            | Espagne                      | 54     | -                      | 50e                            |
| 1954  | Federico Bahamontes (1) | Espagne                      | 95     | -                      | 25e                            |
| 1955  | Charly Gaul (1)         | Luxembourg-Mixte             | 84     | -                      | 3e                             |
| 1956  | Charly Gaul (2)         | Luxembourg-Mixte             | 71     | -                      | 13e                            |
| 1957  | Gastone Nencini         | Italie                       | 44     | -                      | 6e                             |
| 1958  | Federico Bahamontes (2) | Espagne                      | 79     | -                      | 8e                             |
| 1959  | Federico Bahamontes (3) | Espagne                      | 73     | Général                | 1er                            |
| 1960  | Imerio Massignan (1)    | Italie                       | 56     | -                      | 10e                            |
| 1961  | Imerio Massignan (2)    | Italie                       | 95     | -                      | 4e                             |
| 1962  | Federico Bahamontes (4) | Margnat-Paloma-d'Alessandro  | 137    | -                      | 14e                            |
| 1963  | Federico Bahamontes (5) | Margnat-Paloma-Motul-Dunlop  | 147    | -                      | 2e                             |
| 1964  | Federico Bahamontes (6) | Margnat-Paloma-Dunlop        | 173    | -                      | 3e                             |
| 1965  | Julio Jiménez (1)       | KAS-Kaskol                   | 133    | -                      | 23e                            |
| 1966  | Julio Jiménez (2)       | Ford France-Hutchinson       | 123    | -                      | 13e                            |
| 1967  | Julio Jiménez (3)       | Espagne                      | 122    | -                      | 2e                             |
| 1968  | Aurelio González        | Espagne                      | 96     | -                      | 13e                            |
| 1969  | Eddy Merckx (1)         | Faema                        | 155    | Général Points Combiné | 1er                            |
| 1970  | Eddy Merckx (2)         | Faema-Faemino                | 128    | Général Combiné        | 1er                            |
| 1971  | Lucien Van Impe (1)     | Sonolor-Lejeune              | 228    | -                      | 3e                             |
| 1972  | Lucien Van Impe (2)     | Sonolor                      | 229    | -                      | 4e                             |
| 1973  | Pedro Torres            | La Casera-Bahamontes         | 225    | -                      | 13e                            |
| 1974  | Domingo Perurena        | KAS                          | 161    | -                      | 44e                            |
| 1975  | Lucien Van Impe (3)     | Gitane-Campagnolo            | 342    | -                      | 3e                             |
| 1976  | Giancarlo Bellini       | Brooklyn                     | 170    | -                      | 16e                            |
| 1977  | Lucien Van Impe (4)     | Lejeune-BP                   | 244    | -                      | 3e                             |
| 1978  | Mariano Martínez        | Jobo-Superia                 | 187    | -                      | 10e                            |
| 1979  | Giovanni Battaglin      | Inoxpran                     | 239    | -                      | 6e                             |
| 1980  | Raymond Martin          | Miko-Mercier-Vivagel         | 223    | -                      | 3e                             |
| 1981  | Lucien Van Impe (5)     | Boston-Mavic                 | 284    | -                      | 2e                             |
| 1982  | Bernard Vallet          | La Redoute-Motobecane        | 278    | -                      | 12e                            |
| 1983  | Lucien Van Impe (6)     | Metauromobili-Pinarello      | 272    | -                      | 4e                             |
| 1984  | Robert Millar           | Peugeot                      | 284    | -                      | 4e                             |
| 1985  | Luis Herrera (1)        | Varta-Café de Colombia-Mavic | 440    | -                      | 7e                             |
| 1986  | Bernard Hinault         | La Vie claire-Radar          | 351    | -                      | 2e                             |
| 1987  | Luis Herrera (2)        | Varta-Café de Colombia       | 452    | -                      | 5e                             |
| 1988  | Steven Rooks            | PDM                          | 326    | Combiné                | 2e                             |
| 1989  | Gert-Jan Theunisse      | PDM                          | 441    | -                      | 4e                             |
| 1990  | Thierry Claveyrolat     | RMO                          | 321    | -                      | 21e                            |
| 1991  | Claudio Chiappucci (1)  | Carrera Jeans                | 312    | Super-combatif         | 3e                             |
| 1992  | Claudio Chiappucci (2)  | Carrera Jeans-Tassoni        | 410    | Super-combatif         | 2e                             |
| 1993  | Tony Rominger           | CLAS-Cajastur                | 449    | -                      | 2e                             |
| 1994  | Richard Virenque (1)    | Festina                      | 392    | -                      | 5e                             |
| 1995  | Richard Virenque (2)    | Festina                      | 438    | -                      | 9e                             |
| 1996  | Richard Virenque (3)    | Festina                      | 383    | Super-combatif         | 3e                             |
| 1997  | Richard Virenque (4)    | Festina                      | 579    | Super-combatif         | 2e                             |
| 1998  | Christophe Rinero       | Cofidis                      | 200    | -                      | 4e                             |
| 1999  | Richard Virenque (5)    | Team Polti                   | 279    | -                      | 8e                             |
| 2000  | Santiago Botero         | Kelme-Costa Blanca           | 347    | -                      | 7e                             |
| 2001  | Laurent Jalabert (1)    | Team CSC-Tiscali             | 258    | Super-combatif         | 19e                            |
| 2002  | Laurent Jalabert (2)    | Team CSC-Tiscali             | 262    | Super-combatif         | 42e                            |
| 2003  | Richard Virenque (6)    | Quick Step-Davitamon         | 324    | -                      | 16e                            |
| 2004  | Richard Virenque (7)    | Quick Step-Davitamon         | 266    | Super-combatif         | 15e                            |
| 2005  | Michael Rasmussen (1)   | Rabobank                     | 185    | -                      | 7e                             |
| 2006  | Michael Rasmussen (2)   | Rabobank                     | 166    | -                      | 18e                            |
| 2007  | Mauricio Soler          | Barloworld                   | 206    | -                      | 11e                            |
| 2008  | Carlos Sastre           | Team CSC-Saxo Bank           | 80     | Général                | 1er                            |
| 2009  | Egoi Martínez           | Euskaltel-Euskadi            | 135    | -                      | 44e                            |
| 2010  | Anthony Charteau        | Bbox Bouygues Telecom        | 143    | -                      | 44e                            |
| 2011  | Samuel Sánchez          | Euskaltel-Euskadi            | 108    | -                      | 5e                             |
| 2012  | Thomas Voeckler         | Europcar                     | 135    | -                      | 26e                            |
| 2013  | Nairo Quintana          | Movistar                     | 147    | Meilleur jeune         | 2e                             |
| 2014  | Rafał Majka (1)         | Tinkoff-Saxo                 | 181    | -                      | 44e                            |
| 2015  | Christopher Froome      | Team Sky                     | 119    | Général                | 1er                            |
| 2016  | Rafał Majka (2)         | Tinkoff                      | 209    | -                      | 27e                            |
| 2017  | Warren Barguil          | Sunweb                       | 169    | Super-combatif         | 10e                            |
| 2018  | Julian Alaphilippe      | Quick-Step Floors            | 170    | -                      | 33e                            |
| 2019  | Romain Bardet           | AG2R La Mondiale             | 86     | -                      | 15e                            |
| 2020  | Tadej Pogačar (1)       | UAE Emirates                 | 82     | Général Meilleur jeune | 1er                            |
| 2021  | Tadej Pogačar (2)       | UAE Emirates                 | 107    | Général Meilleur jeune | 1er                            |
| 2022  | Jonas Vingegaard        | Jumbo-Visma                  | 72     | Général                | 1er                            |
| 2023  | Giulio Ciccone          | Lidl-Trek                    | 106    | -                      | 32e                            |
| 2024  | Richard Carapaz         | EF Education-EasyPost        | 127    | Super-combatif         | 17e                            |
| 2025  | Tadej Pogačar (3)       | UAE Emirates XRG             | 119    | Général                | 1er                            |

## Classement des vainqueurs

### Par coureur

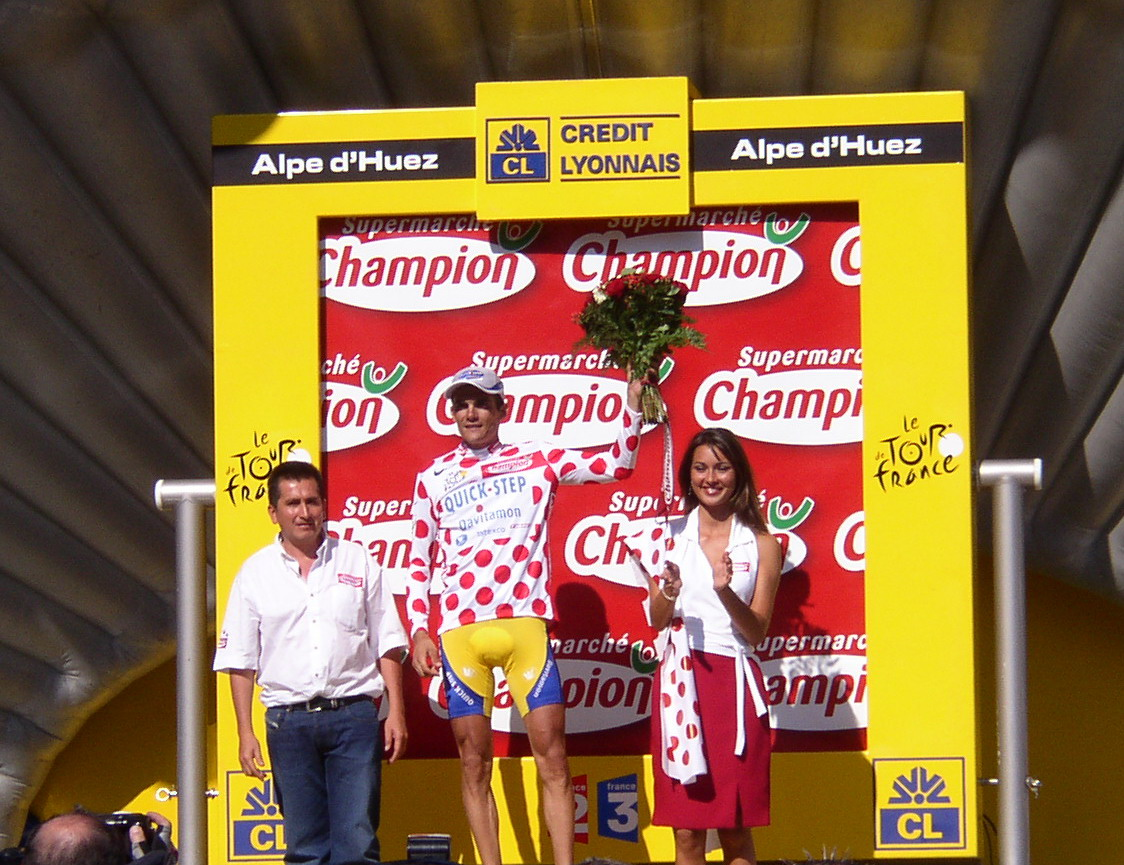
Richard Virenque, vainqueur à 7 reprises du classement

| Rang | Nom                 | Pays       | Victoires | Années                                   |
| ---- | ------------------- | ---------- | --------- | ---------------------------------------- |
| 1    | Richard Virenque    | France     | 7         | 1994, 1995, 1996, 1997, 1999, 2003, 2004 |
| 2    | Federico Bahamontes | Espagne    | 6         | 1954, 1958, 1959, 1962, 1963, 1964       |
| 2    | Lucien Van Impe     | Belgique   | 6         | 1971, 1972, 1975, 1977, 1981, 1983       |
| 4    | Julio Jiménez       | Espagne    | 3         | 1965, 1966, 1967                         |
| 4    | Tadej Pogačar       | Slovénie   | 3         | 2020, 2021, 2025                         |
| 6    | Félicien Vervaecke  | Belgique   | 2         | 1935, 1937                               |
| 6    | Gino Bartali        | Italie     | 2         | 1938, 1948                               |
| 6    | Fausto Coppi        | Italie     | 2         | 1949, 1952                               |
| 6    | Charly Gaul         | Luxembourg | 2         | 1955, 1956                               |
| 6    | Imerio Massignan    | Italie     | 2         | 1960, 1961                               |
| 6    | Eddy Merckx         | Belgique   | 2         | 1969, 1970                               |
| 6    | Luis Herrera        | Colombie   | 2         | 1985, 1987                               |
| 6    | Claudio Chiappucci  | Italie     | 2         | 1991, 1992                               |
| 6    | Laurent Jalabert    | France     | 2         | 2001, 2002                               |
| 6    | Michael Rasmussen   | Danemark   | 2         | 2005, 2006                               |
| 6    | Rafał Majka         | Pologne    | 2         | 2014, 2016                               |

### Par pays
| Rang | Pays        | Coureur avec le plus de victoires par pays                             | Dernier vainqueur         | Victoires |
| ---- | ----------- | ---------------------------------------------------------------------- | ------------------------- | --------- |
| 1    | France      | Richard Virenque (7)                                                   | Romain Bardet (2019)      | 23        |
| 2    | Espagne     | Federico Bahamontes (6)                                                | Samuel Sánchez (2011)     | 18        |
| 3    | Italie      | Gino Bartali, Fausto Coppi, Imerio Massignan et Claudio Chiappucci (2) | Giulio Ciccone (2023)     | 13        |
| 4    | Belgique    | Lucien Van Impe (6)                                                    | Lucien Van Impe (1983)    | 11        |
| 5    | Colombie    | Luis Herrera (2)                                                       | Nairo Quintana (2013)     | 5         |
| 6    | Danemark    | Michael Rasmussen (2)                                                  | Jonas Vingegaard (2022)   | 3         |
| 6    | Slovénie    | Tadej Pogačar (3)                                                      | Tadej Pogačar (2025)      | 3         |
| 8    | Luxembourg  | Charly Gaul (2)                                                        | Charly Gaul (1956)        | 2         |
| 8    | Pays-Bas    | Steven Rooks et Gert-Jan Theunisse                                     | Gert-Jan Theunisse (1989) | 2         |
| 8    | Pologne     | Rafał Majka (2)                                                        | Rafał Majka (2016)        | 2         |
| 8    | Royaume-Uni | Robert Millar et Christopher Froome                                    | Christopher Froome (2015) | 2         |
| 12   | Équateur    | Richard Carapaz                                                        | Richard Carapaz (2024)    | 1         |
| 12   | Suisse      | Tony Rominger                                                          | Tony Rominger (1993)      | 1         |

## Liste des sponsors
- 1975 - 1978 : Chocolat Poulain
- 1979 - 1981 : Campagnolo
- 1982 - 1984 : Chocolat Poulain
- 1985 - 1989 : Café de Colombia
- 1990 : peinture Ripolin
- 1991 - 1992 : Coca-Cola Light
- 1993 - 2008 : supermarchés Champion (filiale de Carrefour)
- 2009 - 2018 : hypermarchés et supermarchés Carrefour
- 2019 - 2028 : hypermarchés E.Leclerc